# كنفو
كنفو قرية تتبع منطقة مصياف في غرب محافظة حماة في سورية.